# Bergnunatak West
Der Bergnunatak West ist ein flacher Nunatak an der Oates-Küste Ostantarktikas, von dem nur die drei Gipfel aus dem Eis ragen. Er befindet sich 12 Kilometer westnordwestlich der Berg Mountains.
Wie diese ist er nach dem sowjetischen Geographen Lew Semjonowitsch Berg (1876–1950) benannt. Der Deutsche Landesausschuß für das Scientific Committee on Antarctic Research (SCAR) und für das International Arctic Science Committee (ISAC) nahm den Namensvorschlag der Bundesanstalt für Geowissenschaften und Rohstoffe (BGR) am 17./18. Juni 1999 an.